# Forze armate polacche in Occidente
Le Forze armate polacche in Occidente (polacco: Polskie Siły Zbrojne na Zachodzie; acronimo o PSZZ) è l'insieme delle unità delle forze armate polacche che combatterono in terre straniere a fianco degli Alleati contro la Germania nazista e i suoi alleati durante la seconda guerra mondiale.

## Storia
Dopo l'occupazione tedesco-sovietica della Polonia del settembre 1939, in base all'accordo concluso il 9 settembre 1939 tra lo stato maggiore polacco e quello francese, le forze armate polacche in Occidente furono formate per la prima volta in Francia, sottolineando la continuità dello Stato polacco e il suo impegno nella guerra e furono utilizzate durante l'operazione alleata su Narvik e durante la campagna di Francia.
Composto da rappresentanti dell'esercito, dell'aeronautica e della marina, queste unità militari raggiunsero una forza di quasi 250.000 uomini, costituendo dopo americani, inglesi, francesi e canadesi, il quinto esercito alleato in occidente e partecipando alla campagna di Francia, alla battaglia d'Inghilterra, alla Campagna del Nordafrica, allo sbarco in Normandia e alla campagna d'Italia.
Nel maggio 1940 in Francia, tutte le unità operative dell'esercito polacco contavano 80.000 uomini. L'esercito polacco combatte come un esercito alleato guidato dal generale Władysław Sikorski partecipando alla campagna di Francia.
Dopo l'armistizio che pose fine alle ostilità tra la Francia e la Germania del 22 giugno 1940, che il generale Sikorski, primo ministro e capo dell'esercito polacco non accettò, le unità polacche furono evacuate e riorganizzate in Regno Unito dove fu insediato il governo polacco in esilio e dove venne costituito il 28 settembre 1940 in Scozia il I Corpo polacco.
Dopo la sconfitta della Francia, solo una piccola parte dei soldati polacchi, circa 18.000 soldati, riuscì ad essere evacuata in Gran Bretagna, il resto fu sciolto, i soldati furono imprigionati o internati. Questa parte considerevole delle forze armate rimaste nella zona libera costituirono il quadro della futura Resistenza polacca.
I primi polacchi a distinguersi sui fronti occidentali furono gli aviatori delle numerose squadriglie, formate esclusivamente da piloti polacchi in seno alla RAF, che contribuirono in modo decisivo alla battaglia d'Inghilterra: la squadriglia polacca più famosa fu la 303ª squadriglia Tadeusz Kościuszko. Altri quattordici squadroni polacchi presero parte a tutti i combattimenti della RAF in Europa. Cinque squadroni polacchi della RAF presero parte attiva alla copertura aerea del raid su Dieppe.
La Marina polacca partecipò all'evacuazione delle truppe alleate nel Regno Unito (operazione Ariel), quindi alla protezione dei convogli alleati che attraversavano l'Atlantico tra gli Stati Uniti e il Regno Unito. Numerosi cacciatorpediniere della Marina polacca parteciparono agli sbarchi in Italia, Dieppe, Normandia, e Provenza. Alcune di queste navi (in particolare l'ORP Burza) trasportarono nel Regno Unito i soldati polacchi fuggiti che arrivarono alla base navale polacca di Gibilterra.
Le forze di terra costituirono la maggior parte dello sforzo bellico polacco.
Il 1º Corpo polacco prese parte a battaglie in Francia, Belgio, Paesi Bassi e Germania. La sua 1ª Divisione corazzata comandata dal generale Maczek svolse un ruolo importante nella battaglia di Normandia , dove quest'ultimo si distinse in particolare nelle battaglie per chiudere la sacca di Falaise, poi in settembre-novembre a Gand, Anversa, Breda e Moerdijk. Nel settembre del 1944, la prima brigata di paracadutisti autonoma del generale Stanisław Sosabowski prese parte all'operazione Market Garden; i suoi paracadutisti attaccarono il ponte di Arnhem. Nel mese di aprile e maggio 1945 le unità corazzate polacche presero parte alle battaglie nella Germania nordoccidentale occupando a maggio la base della Kriegsmarine a Wilhelmshaven dove accettarono la capitolazione della guarnigione, procedendo poi all'occupazione della Germania settentrionale.
Il 2º Corpo d'armata polacco, comandato in Italia dal generale Anders, che si distinse in un eroico combattimento conquistando, in particolare, Montecassino, la città di Ancona e Bologna in aprile 1945, il suo ultimo combattimento.
Gli unici rappresentanti delle PSZZ a cui fu data la possibilità di combattere in Polonia furono i 316 Cichociemni ("i silenziosi e gli oscuri"), forze operative speciali perfettamente addestrate, introdotte tra febbraio 1941 e dicembre 1944, nella Polonia occupata assegnati principalmente a unità speciali della ZWZ e dell'Armia Krajowa. Tra i cichociemni figurava in particolare l'ultimo comandante dell'Esercito nazionale (Armia Krajowa, AK), il generale Leopold Okulicki.

### Fine del conflitto
Le Forze armate polacche in Occidente, subentrando alle Forze armate polacche sconfitto nella campagna del 1939, assicurarono la continuità del combattimento delle forze polacche (terrestri, aeree, marittime) del 1º settembre 1939 all'8 maggio 1945.
L'8 maggio 1945, la Polonia si trovava teoricamente nel campo dei vincitori essendo stati i polacchi i primi avversari della Germania nazista, fornendo un notevole sforzo bellico attraverso il numero dei combattenti mobilitati in relazione alla sua situazione particolarmente difficile, e contribuendo così alla vittoria contro il regime hitleriano. Tuttavia, in realtà, la guerra si concluse con una sconfitta per la Polonia, poiché perse la sua sovranità e parte dei suoi territori a favore del nuovo occupante sovietico. Di conseguenza, l'esercito della Polonia occidentale non è stato invitato a partecipare alla parata della vittoria l'8 giugno 1946 a Londra.
Le Forze armate polacche in Occidente vennero definitivamente sciolte nel 1947 e molti dei suoi membri scelsero l'esilio piuttosto che tornare nella Polonia ormai comunista.